# 鐵江現貨
鐵江現貨有限公司（英語：IRC Limited，港交所：1029）是以香港為基地的礦業集團，在俄羅斯遠東地區及中國黑龍江省經營開採、開發及經營工業商品項目。

## 背景
这家公司是Petropavlovsk plc（LSE：POG）的全资间接子公司，原名Thor Limited，于2010年6月4日在香港注册成立。在一次公司重组中，该公司从Petropavlovsk plc收购了曾经在伦敦上市并在俄罗斯开展业务的铁矿石采矿公司Aricom Limited。随后，公司于2010年8月13日更名为IRC Limited（铁路现货有限公司），并自2010年9月13日起采用其当前中文名称铁江现货有限公司。IRC于2010年10月21日在香港联合交易所主板上市。
2013年1月17日，IRC与俊安发展有限公司和五矿企荣有限公司分别签订了有条件的认购协议，后者将认购IRC的新股份，总金额达到人民币18.45亿元（约合2.38亿美元）。IRC预计认购将于2014年底完成。截至2013年12月31日，Petropavlovsk plc仍然是IRC的最大股东，持有近50%的IRC股份。另一位实质性股东俊安发展有限公司持有超过20%的IRC股份。
2021年12月，IRC的主要股东Petropavlovsk plc出售了其31.1%的股份。第一批股份占29.86%，由Stocken Board以1000万美元的价格购买，然后通过Cerisier Ventures Limited（“Cerisier”）（占24.07%）和Dmitry Bakatin通过Major Mining Partner（CY）Limited（“Major Mining”）（占5.79%）出售给IRC的债权人俄罗斯天然工业股份有限公司Gazprombank。剩下的1.2%股份则被伊利亚·谢尔博维奇（Ilya Sherbovich）基金会的“UCP”公司购买。
2022年2月8日，IRC发布公告，Gazprombank（通过其全资子公司Cerisier）和Bakatin先生（通过其全资公司Major Mining）完成了买卖协议。根据Cerisier以及Major Mining与Axiomi consolidation ltd之间的买卖协议，前者将名下的全部股权，即IRC总发行股本的24.07%以及5.79%，卖给Axiomi consolidation ltd的Nikolai Levitskii先生。Lvitskii成为公司的单一最大股东。

## 上市
鐵江現貨之前為倫敦上市公司Petropavlovsk plc的全資附屬公司，集團從母公司分拆。
2010年6月，鐵江現貨引入兩名策略股東，分別是馬世民旗下的私募基金GEMS，及長實和加拿大帝國商業銀行各持50%股權的CEF。GEMS及CEF合共投資6000萬美元，合共持有IRC6.9%股權。 GEMS及CEF原本以上市前投資者身份入股，但最後在鐵江現貨上市時改以基礎投資者身份，按招股價購入股份股份。雖然兩者的總投資額沒有改變，但持股量比例就有減少。
2010年9月至10月，鐵江現貨於香港進行公開招股，招股價介乎2.2至3港元，集資最多39.75億元。 其後，鐵江現貨因招股反應未如理想，下調招股價至1.8元，並取消Petropavlovsk出售舊股的計劃，令集資規模減至19.26億元。 鐵江現貨的每手買賣單位由1000股增至2000股，因港交所規定新股上市時每手買賣單位的價值不得少於2000元，而鐵江現貨的上市日期亦會延遲7日至10月21日。

## 业务
集团的生产和开发基地位于俄罗斯的阿穆尔州和犹太自治州，靠近中国边境。
集團的業務策略是透過鄰近中國東北地區的業務營運和現有的鐵路基建設備，為該地區提供優質而低成本的鐵礦資源。集團擁有經驗豐富的國際管理團隊，而英國母公司自上市以來已為投資者帶來豐盛的回報。

## 發展項目
Kuranakh (Amur)
Kuranakh礦於新地點開發，現正產出鈦磁鐵礦及鈦鐵精礦。Kuranakh的加工廠於2010年5月投產，並於2010年開始生產。
Kimkan & Sutara (“K&S”) (EAO) 
Kimkan & Sutara ("K&S")是IRC的全资子公司，位于俄罗斯远东犹太自治州（EAO），是该集团开发的第二个全面的采矿和加工业务。该项目包括两个主要矿床，Kimkan和Sutara。K＆S一期项目的目标是每年生产3.2百万吨65％Fe铁矿精矿。根据该项目的开发时间表，Sutara矿床将在2023年开始与Kimkan矿床同时开采，Sutara矿床的寿命将超过30年。有一个二期扩建的选项，可生产总共6.3百万吨每年的65％铁矿精矿。作为两个阶段之间的临时开发，IRC正在评估升级一期生产设施的选项，以将生产能力提高到每年约4.6百万吨。
Garinskoye (Amur) 
Garinskoye（Amur）项目是一个先进的勘探项目，由IRC拥有99.6％的股份。该项目提供了一个低成本的DSO式操作机会，可以转变为大规模和长寿命的露天矿山开采。该项目位于俄罗斯远东地区的阿穆尔地区，位于BAM铁路和西伯利亚大铁路之间。拥有超过3,500平方公里的地面勘探许可证，该项目是IRC投资组合中面积最大的项目。

### 勘探项目及其他项目
Bolshoi Seym (拥有100%), 钛铁矿，俄罗斯远东阿穆尔州
SRP（拥有46%），五氧化二钒，中国黑龙江
Giproruda（拥有70%），技术采矿研究和咨询服务，俄罗斯圣彼得堡

## 董事會
- Nikolai Levitskii, 非执行董事兼主席
- Denis Cherednichenko, 执行董事兼首席执行官
- Dmitry Dobryak,独立非执行董事
- Natalia Ozhegina, 独立非执行董事
- Vitaly Sheremet, 独立非执行董事
- Alexey Romanenko, 独立非执行董事

信息来自公司网站。

## 外部連結
- 鐵江現貨有限公司網站 （页面存档备份，存于）
- 鐵江現貨有限公司招股章程 （页面存档备份，存于）
- 鐵江現貨有限公司補充招股章程